# Henderson–Hasselbalchova jednadžba
Henderson-Hasselbalchova jednadžba koristi se za računanje pH, pKa i molarne koncentracije (koncentracija u jedinicama molova po litri):
{\displaystyle {\ce {pH}}={\ce {p}}K_{{\ce {a}}}+\log _{10}\left({\frac {[{\ce {baza}}]}{[{\ce {kiselina}}]}}\right)}
baza - molarna koncentracija baze konjugata
kiselina = molarna koncentracija nezasićene slabe kiseline
Henderson-Hasselbalchova jednadžba je matematički izraz koji omogućuje izračunavanje pH pufera. Zasniva se na pKa kiseline i odnosu između koncentracija konjugirane baze ili soli i kiseline prisutne u puferskoj otopini.
Jednadžbu je prvo postavio Lawrence Joseph Henderson (1878-1942) 1907. godine. Deset godina kasnije, 1917., Karl Albert Hasselbalch uvodi upotrebu logaritma za dopunu Hendersonove jednadžbe. Danski kemičar Hasselbach je proučavao reakcije krvi s kisikom i utjecaj na njezin pH.